# Olek
Agata Oleksiak (née le 5 avril 1978) connue sous le nom de Olek, est une artiste polonaise basée à New York. Ses œuvres comprennent des sculptures, des installations telles que des bicyclettes au crochet, des canots pneumatiques, des pièces de performance. Elle recouvre des bâtiments, des sculptures, des personnages et un appartement au crochet. Elle expose aux États-Unis, au Royaume-Uni, en Allemagne, au Brésil, en Turquie, en France, en Italie, en Pologne et au Costa Rica.

## Biographie
Olek est diplômée en études culturelles de l'Université Adam Mickiewicz de Poznań en 2000. Elle fréquente ensuite le College LaGuardia à New York, où elle remporte le prix de sculpture du Club national des arts. Ses premières œuvres comprennent des sculptures, des costumes et des structures gonflables.
Olek commence à utiliser le crochet dans son art en 2003 après son déménagement aux États-Unis. Elle séduit les critiques au défilé de mode surréaliste de la Société d'arts et d'histoire de Williamsburg cette année-là. En 2004, Olek crée une grande pièce en forme de tente faite de lanières d'étoffe au crochet, de poils, de cassettes audio et de peluches pour un spectacle de quatre comédiens à Chelsea, Manhattan. Le New York Times déclare que son installation est un tour de force.
Sa sculpture au crochet, Spill (2005), présentée dans le Washington Post, comprend 1 300 ballons blancs ressemblant à une forme intestinale. Elle participe à The Waterways, un projet artistique socialement responsable sur un vaporetto lors de la Biennale de Venise en 2005. Son travail, appelé Camouflage explore l'androgynie, l'identité figée, la sexualité et la culture. En septembre et octobre de la même année, Olek recouvre au crochet les fenêtres d'un bâtiment incendié et abandonné à Utica, dans l'État de New York.

## Inspirations
Olek définit sa philosophie créative ainsi : « La vie et l'art sont inséparables ». Partisane active des droits des femmes, de l'égalité des sexes et de la liberté d'expression, Olek utilise son travail pour exprimer sa solidarité avec les personnes opprimées du monde entier. À travers son travail, Olek cherche à apporter de la couleur, de la vie, de l’énergie et de la surprise à l’espace de vie.

## Œuvres choisies

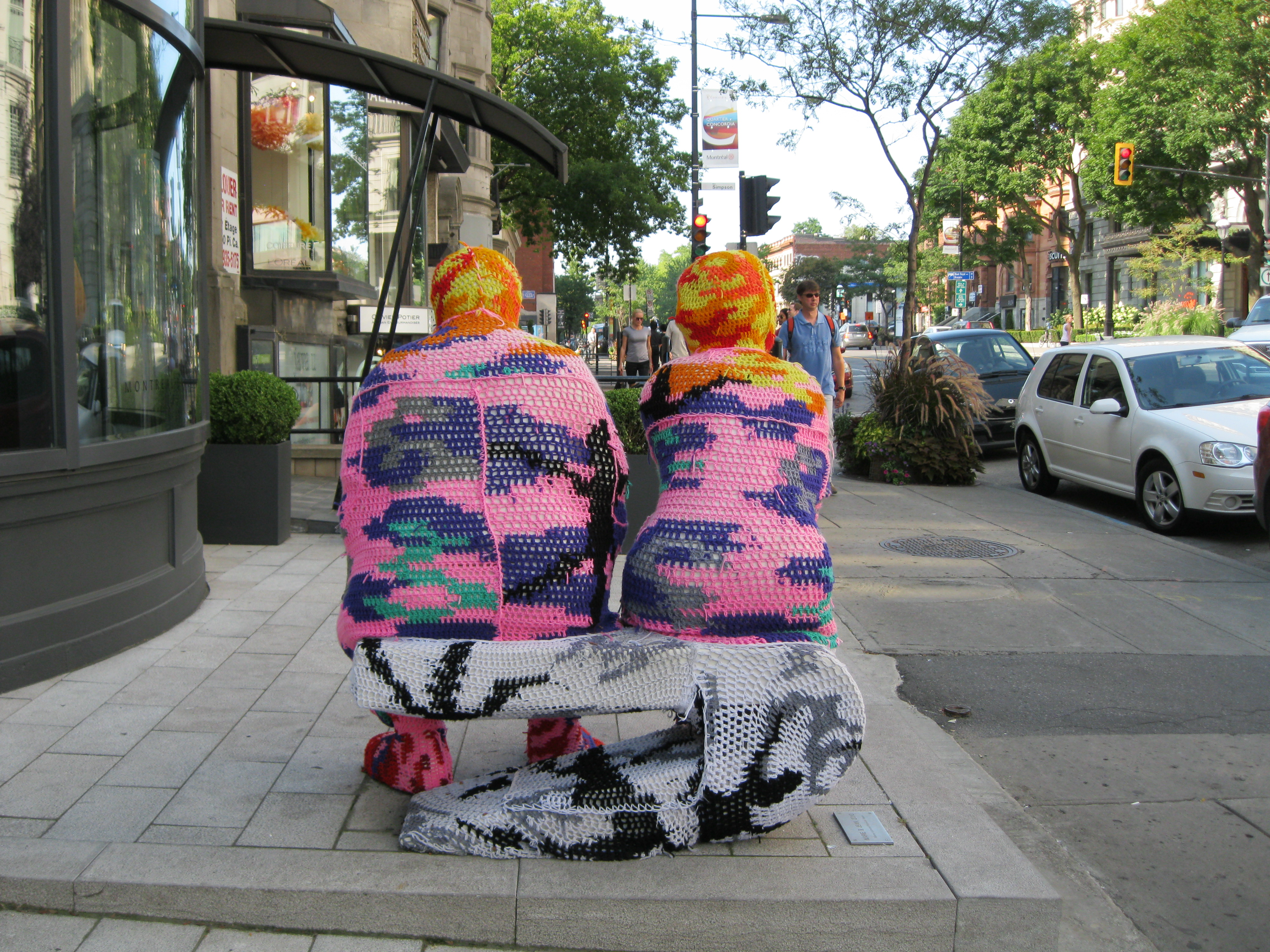
Galerie NuEdge, rue Sherbrooke, Montréal. Olek a ajouté une seconde peau sur une sculpture existante.

Olek a exposé aux États-Unis, au Royaume-Uni, en Allemagne, au Brésil, en Turquie, en France, en Italie, en Espagne, en Finlande, en Suède, en Pologne et au Costa Rica. En 2009 et 2016, elle était artiste résidente à l'Instituto Sacatar au Brésil.
Le vêtement intégral au crochet d'Olek, nommé les sculptures à porter est utilisé dans divers projets et performances. En 2010, elle participe au festival Dumbo arts dédié à la scène artistique de Brooklyn. Les personnes vêtues de combinaison de tricot proposent de serrer la main des passants pour leur souhaiter une bonne journée. Pour une autre performance interprétée dans la 14e Rue de Manhattan lors de l'événement de 2009, Art in Odd Places, Olek s'inspire d'une scène dans le métro à Taipei : un préposé en uniforme tient une pancarte « Tenez-vous à la main courante ». Les interprètes vêtus de combinaisons au crochet brandissent des pancartes inspirées de slogans identifiés par Olek comme favorisant un dialogue emphatique, ironique ou amusé.
Sa première exposition personnelle, « Knitting is for Pus **** », a lieu à la Christopher Henry Gallery. En 2010, elle expose un faux appartement dont le contenu, y compris les résidents, est recouvert de crochet. L'installation a demandé plusieurs années de préparation en utilisant des écheveaux de fil. Devant le succès, l'exposition est prolongée et ferme ses portes en mai 2011. À la même période, son travail est également présenté au SCOPE Art Show de Miami.
Fin 2010, Olek recouvre Charging Bull, une statue de Wall Street, en hommage à Arturo Di Modica, d'un costume au crochet sans autorisation. Un gardien du parc déchire le costume de la statue deux heures plus tard,. Olek est en résidence en 2010-2011 au Conseil culturel du Lower Manhattan, pendant laquelle elle intervient et performe au Whitney Museum of American Art. En mai 2011, elle remporte la catégorie « Sculpture in situ » aux deuxièmes Urban Arts Awards (Artaq). 

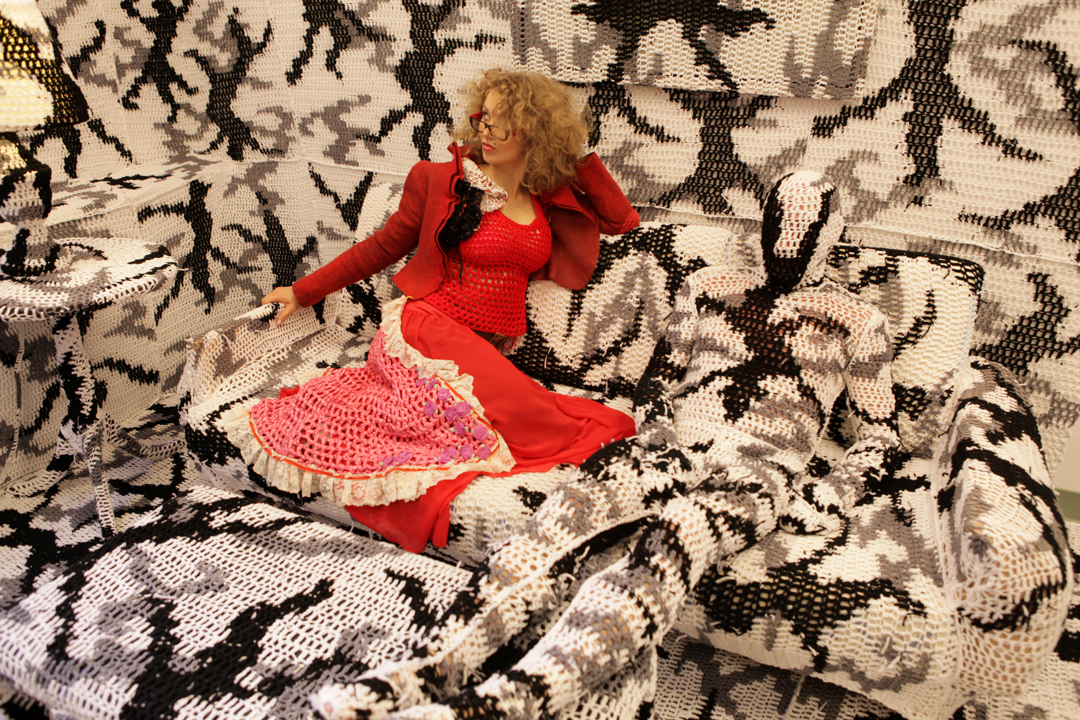
Olek dans son installation Hommage à Keith Haring, 2011

En août 2011, Olek organise une exposition personnelle à la galerie Jonathan LeVine. Elle collabore avec la réalisatrice Gina Vecchione et la productrice Michelle Price pour créer un court métrage muet intitulé YARNAN. Les personnages parlent à travers la danse moderne, la comédie physique, la capoeira, les arts martiaux, la danse du ventre, la breakdance, les acrobaties, la gymnastique et les instincts des chercheurs d'âme. Le film remporte un prix du festival du film,. Sa première exposition personnelle au Royaume-Uni, intitulée Je ne m'attends pas à être une mère mais je m'attends à mourir seule, est influencée par ses expériences durant son séjour.
Pour l'exposition conjointe avec David E. Peterson à New York, elle utilise des milliers de ballons semi-gonflés recouvert de crochet, pour créer une structure semblable à une grotte à l'intérieur de la galerie. L'artiste s'est intéressée à la nature éphémère de son installation. Les ballons éclatent. Ce qui nécessite une réparation immédiate pour éviter la destruction de l’œuvre. Olek s'est inspirée de son expérience de clown itinérante pour Health Plus, dans les quartiers pauvres de New York.
En 2014, en collaboration avec PangeaSeed pour attirer l'attention sur les menaces qui pèsent sur l'écosystème océanique, Olek recouvre une sculpture en forme de bombe au Musée sous-marin de Cancún au Mexique avec un crochet. En 2015, dans le cadre de St + Art Delhi 2015, elle recouvre un refuge pour femmes à Delhi afin de sensibiliser les personnes sur ce problème.
En avril 2016, elle recouvre la façade du Virginia MOCA d'une de couverture du New York Times réalisée au crochet, datée de 2020 et présentant de bonnes nouvelles sur le thème écologique. Également en 2016, elle crée une installation à Verket, un musée situé à Avesta en Suède, avec l'aide de femmes réfugiées syriennes et ukrainiennes. Après avoir entendu leurs histoires, elle a l'idée de couvrir une maison à Avesta et une autre à Kerava en Finlande, entièrement avec du crochet rose pour illustrer le pouvoir des femmes,. En travaillant à Avesta, les femmes réfugiées ont raconté comment elles avaient tout perdu pendant la guerre. Cela a motivé Olek pour créer un court métrage, En un clin d'œil, où elle a fait exploser une maison au crochet dans le musée Verket. Le 3 novembre 2016, une couverture rose crochetée par Olek et 38 volontaires, représentant le visage d'Hillary Clinton et le hashtag #ImWithHer en noir et blanc, a été clouée sur un panneau d'affichage dans le New Jersey. En décembre 2016, Olek présente la pièce intitulée Vous ne pouvez pas tromper tout le monde au MANA Wynwood, à Miami.

## Arrestation de 2011
Le 6 octobre 2011, Olek est impliquée dans un incident avec un homme dans un bar de Londres. Elle est inculpée de deux chefs d'accusation dont coups et blessures avec l'intention de causer des lésions graves et possession d'un objet tranchant dans un lieu public. Elle est assignée à résidence. En septembre 2012, elle est déclarée coupable de coups et blessures sans intention de causer des lésions corporelles graves. Elle est assignée à résidence. Après avoir purgé sa peine, elle installe une pièce au crochet avec le message Embrasse l'avenir sur un bâtiment à Vancouver, puis le même message en polonais porté sur une bannière au crochet d'environ 20 mètres de long dans une prison de Katowice.

## Prix et distinctions
- 2011 : Sculpture In Situ, Artaq Award, Paris, France[46]
- 2011 : FUND LMCC Grant for performance in public spaces, New York, États-Unis
- 2008: Winner of Apex Art gallery’s PBS commercial competition, New York, États-Unis
- 2007 : US Artists International, support for performing arts at international festivals, États-Unis/Pologne
- 2004 : The Ruth Mellon Memorial Award For Sculpture. The National Arts Club, New York, États-Unis